# 馬家開飯
《馬家開飯》（英語：Dinner Mas），香港電視廣播有限公司飲食節目，主持，監製是衛世輝。本節目於2017年2月4日起逢星期六晚上20:30-21:30於翡翠台播出，並於myTV提供節目重溫。本節目以愛·回家 (第一輯)(主要是馬家)的角色介紹香港各種特色美食。

## 演員表

### 第一輯角色

#### 馬家
| 演員   | 角色   | 關係／職位 | 暱稱                     |
| 劉 丹  | 馬 虎  | 馬柔同父異母之兄 馬健、馬強、馬壯之父 馬子仁、馬子妮之爺爺 李美娟、勞麗嫦之老爺 | Tiger 老虎仔（馬壯專稱） |
| 郭少芸 | 馬 柔  | 馬虎同父異母之妹 馬健、馬強、馬壯之姑姐 马子仁、马子妮之姑婆 李美娟、勞麗嫦之姑奶奶 梁彥芬之前女友 裘亞域之妻                                                                            | Angel 孻姑 Oil Ma        |
| 姚嘉妮 | 李美娟 | 馬健之妻 馬虎之大媳 馬強、马壮之大嫂 马柔之姪媳 馬子仁、馬子妮之母 高秀蘋之奶奶 許冬豪之岳母 倫伯寬之女友 曾有兩段婚姻                                                                   | Ming                     |
| 徐 榮  | 馬 強  | 馬虎之次子 馬柔之姪兒 馬健之弟 馬壯之兄 勞麗嫦之夫 馬子仁、馬子妮之二叔兼養父 李美娟之叔仔 高秀蘋之老爺，實為叔公 許冬豪之岳父，實為叔岳父                                               | 二佬（馬壯專稱）         |
| 林漪娸 | 勞麗嫦 | 馬強之妻 馬虎之二媳 马壮之二嫂 马柔之姪媳 馬子仁、馬子妮之二婶兼養母 高秀蘋之奶奶，實為叔婆 許冬豪之岳母，實為叔岳母                                                                     | 當家 Diana               |
| 黎諾懿 | 馬 壯  | 律師 查李施律師事務所前職員 馬虎之三子 馬強之弟 馬柔之姪兒 馬子仁、馬子妮之叔父 勞麗嫦、李美娟之叔仔 高秀蘋之叔公 許冬豪之叔岳父 尹德如之前男友 被麥美恩視為男友，但因為她的熱情而害怕之 | John Ma John             |
| 羅天宇 | 馬子仁 | 馬健、李美娟之子 馬強、勞麗嫦之姪兒兼養子 馬子妮之兄 馬虎之孫子 馬柔之姪孫 馬壯之姪兒 高秀蘋之夫 馬家好之父 上官飛之好友 許冬豪之大舅                                                    | 子仁 Leslie              |
| 阮 兒  | 高秀蘋 | 馬子仁之妻 馬家好之母 馬健、李美娟之媳婦 馬強、勞麗嫦之姪媳婦兼養媳婦 馬子妮之嫂子 馬虎之孫媳婦 馬柔之姪孫媳婦 馬壯之姪媳婦 許冬豪之大舅嫂                                               | Pinky                    |
| 蔣家旻 | 馬子妮 | 史林馮廖賴律師行法律文員 馬健、李美娟之女 馬強、勞麗嫦之姪女兼養女 馬子仁之妹 馬虎之孫女 馬柔之姪孫女 馬壯之姪女 高秀蘋之姑仔 對許冬豪一見鍾情，後成為其女友，之後更成為其妻子           | Tracy 子妮               |

#### 其他演員
| 演員   | 角色         | 關係／職位 | 暱稱                        |
| 李 豪  | 許冬豪       | 馬子妮之夫 馬虎之孫女婿 李美娟之女婿 馬柔之姪孫女婿 馬強、勞麗嫦、馬壯之姪女婿 馬子仁之妹夫 馬家好之姑丈 | 阿豪                        |
| 林師傑 | 上官飛       | 廚藝高手，曾為馬家做飯 初為「執到寶」員工，後為街頭歌手「木偶哥」，再成為歌手 最後於馬子仁、馬子妮、許冬豪開設的「漫活工房」當廚師 《馬家開飯》登場集數：第4、5、7、18、20、21集 第17集只被提及 馬子仁之好友 李思思之男友，第21集交代與李思思求婚成功 | 木偶哥 阿飛                 |
| 李家鼎 | 梁永洪       | 「執到寶」員工 | 洪爺                        |
| 劉彩玉 | 植 美        | 勞麗嫦之好友 | May                         |
| 楊卓娜 | 馮嫣霞       | 律師 查李施律師事務所前職員 史林馮廖賴律師行合夥人 嚴謹之妻 | 霞姐 阿霞                   |
| 歐瑞偉 | 廖啟聰       | 律師 史林廖賴律師行前合夥人 史林馮廖賴律師行合夥人 與查嘉澤為同門師兄弟 | K.C. 廖律師                 |
| 李偉健 | 程志美       | 律師 史林廖賴律師行前職員 史林馮廖賴律師行職員 | Terry                       |
| 關宛珊 | Samantha     | 高級法律文員 史林馮廖賴律師行前職員 |                             |
| 黃子雄 | 查嘉澤       | 資深律師 查李施律師事務所前合夥人 任我行同父異母之兄 廖啟聰之同門師兄弟 與廖啟聰不和 | Damon 查查（馬壯專稱） 查生 |
| 張達倫 | 嚴 謹        | 事務律師 查李施律師事務所前職員 馬壯、李志成之好友 馮嫣霞互有好感，後結婚 | Richard 嚴律師              |
| 李霖恩 | 樓尚友 江 明 | 事務律師 查李施律師事務所前職員 馬壯、李志成之好友 樓尚好之弟 向晴之夫 |                             |
| 朱滙林 | 李志成       | 事務律師 查李施律師事務所前職員 馬壯、樓尚友之好友 李思思之兄 | 醒哥                        |
| 莊思明 | 向 晴        | 文員 查李施律師事務所前職員 樓尚友之妻 李思思之好友 | Water 晴晴                  |
| 何綺雲 | 管美琪       | 秘書 查李施律師事務所前職員 | Maggie                      |
| 岑杏賢 | 申靜宜       | |                             |
| 趙希洛 | 呂 瞳        | | Angel 瞳瞳                  |
| 姚瑩瑩 | 樓尚好       | 樓尚友之姊 | Amanda                      |
| 吳家樂 | 梁彥芬       | 餅店經理 溫淑嫻之子 馬柔之前男友 馬壯之好友 | 涼粉 阿芬                   |
| 劉一飛 | 曹 總        | 富翁 馬壯之好友 |                             |
| 林穎彤 | 酸 妹        | 藝人 馬子仁前女友 | Sumay                       |
| 陳庭欣 | 繆雪心       | 查嘉澤之前女友 | Dr Elaine Elaine            |
| 林盛斌 | 七 哥        | |                             |

### 第二輯角色

#### 倫家/利家
| 演員   | 角色   | 關係／職位                                                | 出場集數 |
| 麥長青 | 倫伯寬 | 倫立信之父 利樂兒之家翁 李美娟之男友 利樂童之姻伯父兼老闆 |          |
| 張振朗 | 倫立信 | 倫伯寬之子 利樂兒之夫 利樂童之姐夫                        | 16       |
| 龔嘉欣 | 利樂兒 | 旅遊飮食達人 利樂童之姊 倫立信之妻                        | 16       |
| 吳業坤 | 利樂童 | 利樂兒之弟 倫立信之小舅                                   | 8        |

### 以其他劇集角色身份出現的嘉賓
| 演員   | 角色  | 劇集名稱         | 集數 |
| 何遠東 | 斐 立 | 來自喵喵星的妳   | 2    |
| 阮政峰 | 鍾 齊 | 愛回家之八時入席 | 10   |
| 張彥博 | 寶 怡 | 一屋老友記       | 10   |

### 以真人身份出現的嘉賓
| 嘉賓     | 劇中關係 | 宣傳節目      | 集數                          |
| 傅嘉莉   | 找馬子仁作形象指導的藝人 馬子妮之偶像                                                                                  | 我瞞結婚了    | 7                             |
| 麥美恩   | Mayanne，但時常被戲稱為Macau 由馬子仁、高秀蘋介紹，視馬壯為男朋友，但因自己的熱情而被其畏懼 Ben Sir之契女 陸浩明之契妹 | 學是學非      | 9（出現）11（提及）14（出現） |
| 麥玲玲   | 勞麗嫦之風水師傅 | 新春開運王2   | 14                            |
| 歐陽偉豪 | Ben Sir 麥美恩、陸浩明之乾爹 馬子妮、高秀蘋之偶像                                                                      | Ben Sir研究院 | 15                            |
| 陸浩明   | Ben Sir之契仔 麥美恩之契兄                                                                                             | 阿媽教落食平D | 15                            |
| 陳展鵬   | 希望於漫活工房舉辦歌迷會聚會                                                                                           | 乘勝狙擊      | 17                            |

## 每集內容
| 集數 | 播映日期 | 主題                              | 嘉賓 |
| 01   | 2月4日   | 油尖旺的特色火鍋及掃街小食        | 馬 虎（劉 丹）、許冬豪（李 豪）、勞麗嫦（林漪娸）、馬子妮（蔣家旻）、馬 壯（黎諾懿）、馬子仁（羅天宇）、馬 強（徐 榮）                                                                                          |
| 02   | 2月11日  | 馬家的情人節美食推介              | 馬 柔（郭少芸）、勞麗嫦（林漪娸）、許冬豪（李 豪）、斐 立（何遠東）、查嘉澤（黃子雄）、馮嫣霞（楊卓娜）、嚴 謹（張達倫）                                                                                        |
| 03   | 2月18日  | 購買精緻「散水餅」不失禮          | 馬 虎（劉 丹）、勞麗嫦（林漪娸）、許冬豪（李 豪）、程志美（李偉健）、廖啟聰（歐瑞偉）、向 晴（莊思明）、Samantha（關婉珊）、梁彥芬（吳家樂）                                                                    |
| 04   | 2月25日  | 烹飪高手阿飛、洪爺 新蒲崗美味推介 | 上官飛（林師傑）、曹 總（劉一飛）、梁永洪（李家鼎）、May（劉彩玉） |
| 05   | 3月4日   | 子妮激讚正宗台山菜、生機素食      | 上官飛（林師傑）、曹 總（劉一飛）、梁彥芬（吳家樂） |
| 06   | 3月11日  | 北區尋找平價美食                  | 馬 壯（黎諾懿）、馬子妮（蔣家旻）、馬 強（徐 榮）、高秀蘋（阮 兒）、樓尚友（李霖恩）、李美娟（姚嘉妮） |
| 07   | 3月25日  | 馬強父子疑似「偷食」記事簿        | 馬 壯（黎諾懿）、馬子妮（蔣家旻）、嚴 謹（張達倫）、上官飛（林師傑）、傅嘉莉（傅嘉莉） |
| 08   | 4月1日   | 推介鰂魚涌健康美食                | 勞麗嫦（林漪娸）、高秀蘋（阮 兒）、利樂童（吳業坤）、馮嫣霞（楊卓娜）、管美琪（何綺雲）、呂 瞳（趙希洛）、申靜宜（岑杏賢）                                                                                      |
| 09   | 4月15日  | 中途轉基？ 美食急救馬壯           | 馬 壯（黎諾懿）、馬子妮（蔣家旻）、馬 強（徐 榮）、高秀蘋（阮 兒）、嚴 謹（張達倫）、樓尚友（李霖恩）、李志成（朱滙林）、馬子仁（羅天宇）、麥美恩（麥美恩）                                                     |
| 10   | 4月22日  | 馬壯「食」誘男神選舉提名人        | 馬 壯（黎諾懿）、馬子妮（蔣家旻）、馬 強（徐 榮）、高秀蘋（阮 兒）、馬子仁（羅天宇）、江 明（李霖恩）、鍾 齊（阮政峰）、查嘉澤（黃子雄）、勞麗嫦（林漪娸）、寶 怡（張彥博）                                     |
| 11   | 4月29日  | 查生新挑戰 子妮想生B              | 馬 壯（黎諾懿）、馬子妮（蔣家旻）、勞麗嫦（林漪娸）、許冬豪（李 豪）、馬子仁（羅天宇）、查嘉澤（黃子雄）、廖啟聰（歐瑞偉）、樓尚好（姚瑩瑩）、高秀蘋（阮 兒）、李美娟（姚嘉妮）                                 |
| 12   | 5月6日   | 子仁、Pinky搬入元朗 先嚐元朗美食  | 馬 壯（黎諾懿）、馬子妮（蔣家旻）、勞麗嫦（林漪娸）、許冬豪（李 豪）、馬子仁（羅天宇）、高秀蘋（阮 兒）、馬 強（徐 榮）、七 哥（林盛斌）                                                                        |
| 13   | 5月13日  | 為母親節飯局絞盡腦汁              | 馬子仁（羅天宇）、馬子妮（蔣家旻）、勞麗嫦（林漪娸）、馬 強（徐 榮）、李美娟（姚嘉妮）、馬家好（徐心怡）、高秀蘋（阮 兒）、馬 壯（黎諾懿）、查嘉澤（黃子雄）、繆雪心（陳庭欣）                                  |
| 14   | 5月27日  | 馬壯也有認輸時                    | 馬 虎（劉 丹）、勞麗嫦（林漪娸）、許冬豪（李 豪）、馬 壯（黎諾懿）、馬子妮（蔣家旻）、麥美恩（麥美恩）、麥玲玲（麥玲玲）、馬子仁（羅天宇）、高秀蘋（阮 兒）                                                     |
| 15   | 6月3日   | 為家好入學起爭拗                  | 馬子仁（羅天宇）、高秀蘋（阮 兒）、勞麗嫦（林漪娸）、馬 強（徐 榮）、Ben Sir（歐陽偉豪）、陸浩明（陸浩明）、酸 妹（林穎彤）、馬 壯（黎諾懿）、馬子妮（蔣家旻）、呂 瞳（趙希洛）、梁茜伊（張嘉兒）               |
| 16   | 6月10日  | 藉美食大談夫妻相處之道            | 倫立信（張振朗）、利樂兒（龔嘉欣）、馬子仁（羅天宇）、高秀蘋（阮 兒）、馬子妮（蔣家旻）、許冬豪（李 豪）、馬 強 （徐 榮）、 勞麗嫦（林漪娸）、 馬 壯（黎諾懿）、李美娟（姚嘉妮）                                |
| 17   | 6月24日  | 搞大慢活工房！                    | 馬子仁（羅天宇）、馬子妮（蔣家旻）、馮嫣霞（楊卓娜）、呂 瞳（趙希洛）、申靜宜（岑杏賢）、嚴 謹（張達倫）、勞麗嫦（林漪娸）、陳展鵬（陳展鵬）、馬 虎（劉 丹）、許冬豪（李 豪）、高秀蘋（阮 兒）、馬 壯（黎諾懿） |
| 18   | 7月1日   | 籌備阿爺生日飯                    | 許冬豪（李 豪）、上官飛（林師傑）、馬子仁（羅天宇）、馬子妮（蔣家旻）、馬 虎（劉 丹）、高秀蘋（阮 兒）、馬 壯（黎諾懿）、馬 強 （徐 榮）、勞麗嫦（林漪娸）                                                      |
| 19   | 7月8日   | 為曾超人尋奶樽                    | 曾超人（蔡康年）、馬 壯（黎諾懿）、馬子仁（羅天宇）、馬子妮（蔣家旻）、高秀蘋（阮 兒）、廖啟聰（歐瑞偉）、程志美（李偉健）、尊坤仁（泰 臣）、馬 強 （徐 榮）、勞麗嫦（林漪娸）                                  |
| 20   | 7月15日  | 來自古里梧島的神秘人              | 馬 壯（黎諾懿）、查嘉澤（黃子雄）、勞麗嫦（林漪娸）、古里一丁（丁子朗）、馬 虎（劉 丹）、 馬子仁（羅天宇）、馬子妮（蔣家旻）、高秀蘋（阮 兒）、許冬豪（李 豪）、上官飛（林師傑）、馬 強 （徐 榮）               |
| 21   | 7月22日  | 馬壯籌劃「馬家去旅行」            | 馬 壯（黎諾懿）、勞麗嫦（林漪娸）、馬 虎（劉 丹）、 馬子仁（羅天宇）、馬子妮（蔣家旻）、高秀蘋（阮 兒）、許冬豪（李 豪）、上官飛（林師傑）、馬 強 （徐 榮）                                                     |